# Pédicurie
 (juin 2016).

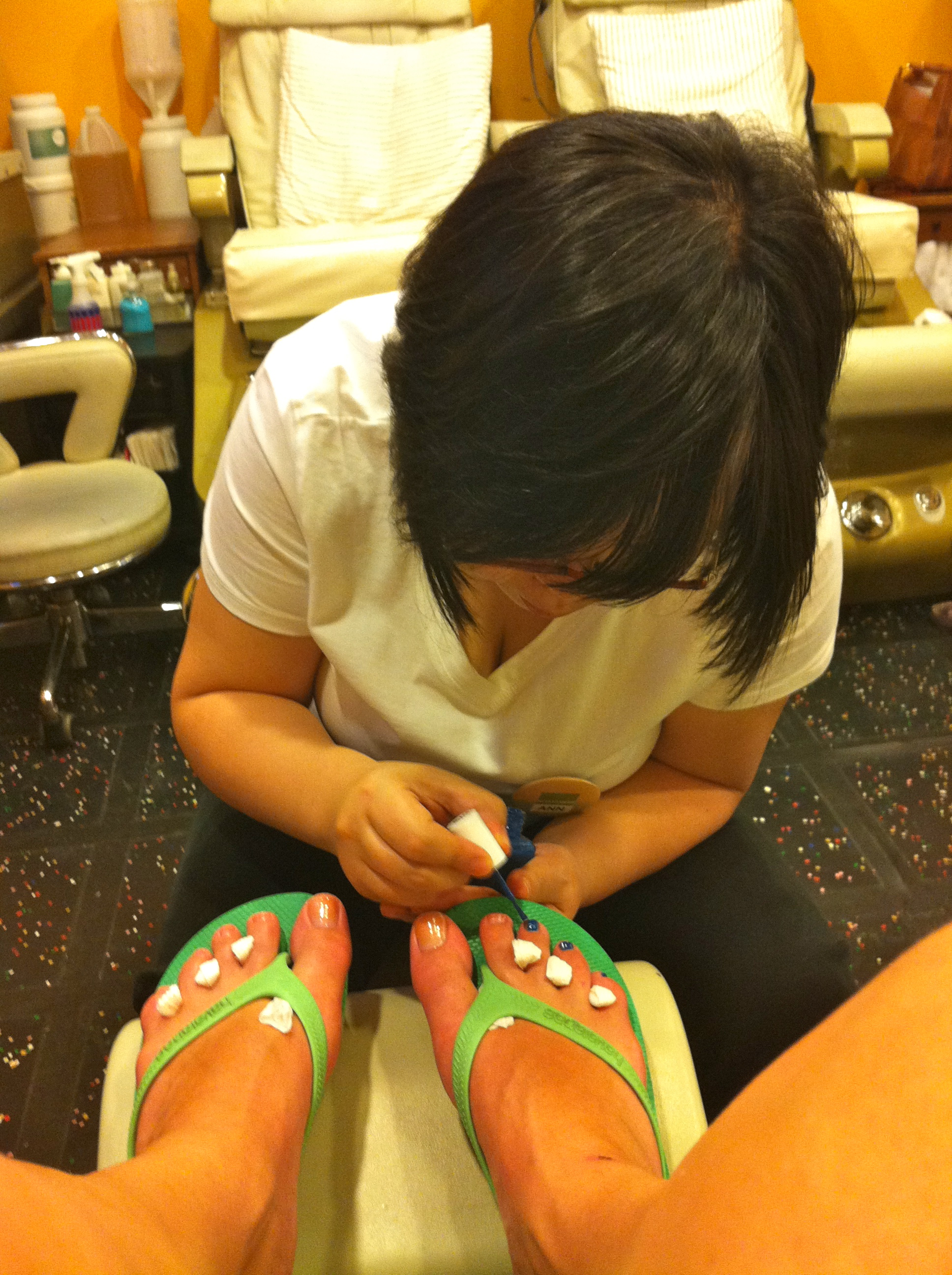
Une pédicure à New York

La pédicurie  est une spécialité destinée aux soins du pied : traitement des affections de la peau et des ongles, etc. C'est une des facettes du métier de pédicure-podologue. Le mot provient du latin pes , pedis, (« pied ») (de la cheville), et cura : « soins ». 
Elle permet de :
- traiter les affections épidermiques : cors, durillons, verrues, hyperhidrose…
- traiter les affections unguéales : ongles incarnés, mycoses…
- apporter des corrections ou protections : orthonyxie, orthoplastie, onychoplastie, contention nocturne…

Cette discipline paramédicale fait partie des métiers dits de rééducation (orthophoniste, ergothérapeute, psychomotricien, kinésithérapeute…)
En France, l’exercice de la pédicurie est soumis à une double exigence :
- l’obtention du diplôme d’État (DE) de pédicure-podologue, délivré après la validation de trois années d’études supérieures au sein d'un institut spécialisé[1]. Ce DE confère le grade de licence ;
- l’inscription au tableau de l’Ordre national des pédicures-podologues.